# Centro respiratório
O centro respiratório é um sistema complexo que controla a respiração em função das necessidades metabólicas e otimiza os gastos energéticos dos músculos respiratórios. Este sistema é capaz de manter os gases do sangue arterial dentro de limites estreitos, mesmo em circunstâncias fisiológicas extremas, como o esforço físico muito intenso ou a estadia em grandes altitudes, e num grande número de situações patológicas.

## Regulação do centro respiratório
Pode ser nervosa, química ou mecânica que irão dar respostas aos 3 elementos básicos:
1. Receptores, que recebem informação e enviam-na para os
2. Centros Respiratórios , que coordenam a informação e ativam ou inibem a ação dos
3. Músculos da Respiração, responsáveis pela Ventilação.

A  respiração é controlada pelo Sistema Nervoso Central; a respiração voluntária é regulada pelo córtex, e a respiração  automática  pelos  centros  respiratórios do hipotálamo e da ponte.  Os  músculos respiratórios são  inervados pelo nervo frênico e pelos nervos intercostais. Esta regulação ajusta a ventilação de maneira a manter pressões sanguíneas de oxigênio e de dióxido de carbono apropriadas. 
Existem vários receptores que enviam informação para os centros respiratórios, tais como quimiorreceptores, mecanorreceptores e outros. 
A respiração é regulada por dois sistemas neuronais distintos, mas inter-relacionados: o  
comportamental ou voluntário e o metabólico ou automático. 
O sistema voluntário(tálamo e córtex cerebral) coordena a respiração relativamente a várias atividades motoras complexas, que utilizam ospulmões e a parede torácica (ex. deglutição). As suas fibras eferentes deslocam-se nos feixes extrapiramidais e fazem sinapse com os neurônios motores dos músculos da respiração. 
A hiperventilação voluntária é possível até um determinado estado de alcalose. Quando a PaCO2 diminui  acentuadamente, os músculos da mão e do pé começam a entrar em contração tetânica(espasmo carpo pedal).Este espasmo muscular pode generalizar-se e paralisar os músculos da respiração. A hipoventilação voluntária é mais difícil. O tempo possível de sustentação da ventilação depende de vários fatores, tais como, a PaCO2 e a PaO2.
Uma  hiperventilação  prévia  prolonga o período de apneia voluntária, especialmente se for inspirado ar com uma pressão parcial de oxigênio elevada. Contudo, existem outros fatores e mecanismos envolvidos nesta regulação que, ainda, não estão completamente esclarecidos. 
O sistema automático regula a ventilação mantendo a homeostasia do meio interno. Os centros respiratórios automáticos localizam-se na ponte e no bulbo raquidiano, e são responsáveis pela origem e duração  dos  ciclos  respiratórios. As suas fibras eferentes para os neurônios motores deslocam-se pela via piramidal. 

## Centros respiratórios
O centro respiratório do tronco cerebral é formado por vários grupos de neurônios localizados, bilateralmente, no bulbo raquidiano e na ponte. É formado por 3 centros:
Centro pneumotáxico – Encontra-se no núcleo para-braquial medial e atua modulando a interrupção da inspiração. Essa interrupção se dá mediante aos variados estímulos químicos ou mecânicos. Pode também transmitir sinais hipotalâmicos para os centros bulbares, o que explicaria as respostas ventilatórias às emoções e às variações de temperatura.  
Grupo respiratório ventral (GRV) – Possui neurônios inspiratórios que enviam eferentes para os músculos intercostais e escalenos, e neurônios expiratórios, comandando os músculos abdominais. Localiza-se no nível dos núcleos retro e para-ambíguo. Recebe informações do GRD.

## Grupo respiratório dorsal
Grupo respiratório dorsal (GRD) – Encontrado no núcleo do feixe solitário, e recebe os aferentes dos pares dos nervos cranianos IX e X (glossofaríngeo e vago). Enviam eferentes para os motoneurônios frênicos, no diafragma, e para o grupo respiratório ventral (dois tipos de neurônios respiratórios). Estende-se por todo bulbo, seus neurônios, na sua maioria, situam-se no interior do núcleo do trato solitário.
1. 1 2  Educacao, Portal. «Portal Educação - Artigo». www.portaleducacao.com.br. Consultado em 21 de outubro de 2018
2. ↑  Educacao, Portal. «Portal Educação - Artigo». www.portaleducacao.com.br. Consultado em 14 de outubro de 2019